# GOLDING
GOLDING（ゴールディン）は株式会社NORIBAが制作したWEBアニメーション作品である。
2013年9月2日に第1章「透明人間の殺戮」が公開開始された。

## シリーズ
序章 女神の黙殺
別章1 サンドラーの愉快な休日
第1章 透明人間の殺戮
別章2 サンドラーの楽しい休日
第2章 狼男の虐殺
別章3 サンドラーの嬉しい休日
第3章 吸血鬼の謀殺
別章4 サンドラーの幸せな結婚
第4章 フランケンの誅殺 前篇
第4、5章 魔王の自殺
第5章 フランケンの誅殺 後篇
後章 天使の相殺

## シリーズ登場人物
サンドラー
声 - 渡辺彩花
アヴィニア市警の刑事。階級は巡査。ドジで、おっちょこちょい。
おもちゃに目がない。
ハミルトン
声 - 中山航
アヴィニア市警の刑事。階級は警部。ドジで、おっちょこちょい。
ホットドッグに目がない。